# Spoorlijn Creil - Jeumont
De spoorlijn Creil - Jeumont is een Franse spoorlijn die Creil met Jeumont aan de Belgische grens verbindt en voorbij de grens aansluit op lijn 130A naar Charleroi. De lijn is bijna 190 km lang en heeft als lijnnummer 242 000.

## Geschiedenis
De lijn is aangelegd door de Compagnie des chemins de fer du Nord en geopend in verschillende gedeeltes. Van Creil naar Compiègne op 20 oktober 1847, van Compiègne naar Noyon op 20 februari 1849, van Noyon naar Chauny op 21 oktober 1849, van Chauny naar Tergnier op 1 januari 1850, van Tergnier naar Saint-Quentin op 23 mei 1850 en van Saint-Quentin naar Jeumont op 11 augustus 1855.
Tot de aanleg van de LGV Nord was deze de belangrijkste verbinding tussen Parijs en Brussel met onder andere de Etoile du Nord tussen Parijs en Amsterdam via Bergen en Brussel.

## Infrastructuur
De lijn is geheel dubbelsporig, geëlektrificeerd met 25 kV wisselspanning en heeft een maximumsnelheid van 160 km/h. Het gedeelte tussen Jeumont en de Belgische grens is geëlektrificeerd met 3000 V gelijkstroom; station Jeumont beschikt over sporen waar de stroomvoorziening omgeschakeld kan worden.

## Treindiensten
De SNCF verzorgt het personenvervoer op dit traject met TER-treinen. Er zijn ook twee grensoverschrijdende TERs (in België ICs) verzorgd door NMBS en SNCF.
| Serie      | Treinsoort               | Route | Bijzonderheden                                                                            |
| ---------- | ------------------------ | --- | ----------------------------------------------------------------------------------------- |
| K 13       | TER (SNCF)               | Paris-Nord – Compiègne – Saint-Quentin – [ Busigny – Caudry – Cambrai ] / [ Le Cateau – Aulnoye-Aymeries – Maubeuge ] |                                                                                           |
| K 14       | TER (SNCF)               | Paris-Nord – Creil – Pont-Sainte-Maxence – Compiègne – Noyon – Chauny – Tergnier – Saint-Quentin                      |                                                                                           |
| K 20       | TER (SNCF)               | Amiens – Ham (Somme) – Saint-Quentin                                                                                  |                                                                                           |
| K 40       | TER (SNCF)               | Lille-Flandres – Douai – Somain – Cambrai – Saint-Quentin                                                             |                                                                                           |
| K 60       | TER (SNCF)               | Lille-Flandres – Orchies – Valenciennes – Aulnoye-Aymeries – Maubeuge – Jeumont                                       |                                                                                           |
| K 81 IC 42 | Intercity (NMBS/SNCF)    | Bergen – Aulnoye-Aymeries                                                                                             |                                                                                           |
| K 82 IC 41 | Intercity (NMBS/SNCF)    | Namen – Charleroi-Centraal – Maubeuge                                                                                 |                                                                                           |
| C 13       | TER (SNCF)               | Paris-Nord – Creil – Compiègne                                                                                        |                                                                                           |
| C 14       | TER (SNCF)               | Paris-Nord – Compiègne                                                                                                |                                                                                           |
| P 14       | TER (SNCF)               | Compiègne – Tergnier – Saint-Quentin                                                                                  |                                                                                           |
| P 40       | TER (SNCF)               | Douai – Cambrai – Busigny – Saint-Quentin                                                                             |                                                                                           |
| P 60       | TER (SNCF)               | Valenciennes – Aulnoye-Aymeries – Maubeuge – Jeumont                                                                  |                                                                                           |
| P 62       | TER (SNCF)               | Saint-Quentin – Busigny – Le Cateau – Aulnoye-Aymeries                                                                |                                                                                           |
| S 63       | S-trein Charleroi (NMBS) | Charleroi-Centraal – Erquelinnes – Maubeuge                                                                           | Tijdens de spits extra ritten Charleroi-Centraal-Erquelinnes. Rijdt in het weekend 1×/2u. |

## Aansluitingen
In de volgende plaatsen is of was er een aansluiting op de volgende spoorlijnen:
Creil
RFN 272 000, spoorlijn tussen Paris-Nord en Lille
RFN 316 000, spoorlijn tussen Creil en Beauvais
RFN 329 000, spoorlijn tussen Pierrelaye en Creil
Villers-Saint-Paul
RFN 242 910, bedieningsspoor ZI de Nogent-sur-Oise-Villers-Saint-Paul
Longueil-Sainte-Marie
RFN 226 303, raccordement van Longueil-Sainte-Marie
RFN 243 301, raccordement van Ageux
RFN 244 300, raccordement van Longueil-Sainte-Marie
aansluiting Rivecourt
RFN 243 300, raccordement van Rivecourt-Sud
RFN 245 300, raccordement van Rivecourt-Nord
Compiègne
RFN 248 000, spoorlijn tussen Compiègne en Roye-Faubourg-Saint-Gilles
RFN 317 000, spoorlijn tussen Rochy-Condé en Soissons
Appily
lijn tussen Appily en Blérancourt
Chauny
RFN 242 610, spoorlijn tussen Chauny en Saint-Gobain
Tergnier
RFN 242 306, raccordement van Condren
RFN 242 606, stamlijn ZI de Tergnier
RFN 242 608, stamlijn Tergnier
RFN 261 000, spoorlijn tussen Amiens en Laon
Mennessis
RFN 246 300, raccordement militaire van Jussy
RFN 261 000, spoorlijn tussen Amiens en Laon
Saint-Quentin
RFN 242 616, stamlijn Saint-Quentin
RFN 242 621, spoorlijn tussen Saint-Quentin en Ham
RFN 242 626, spoorlijn tussen Saint-Quentin en Guise
Morcourt
RFN 242 611, stamlijn Morcourt (ZI de Saint Quentin)
RFN 242 613, stamlijn Morcourt (desserte)
Busigny
RFN 238 000, spoorlijn tussen Busigny en Hirson
RFN 242 311, raccordement militaire van Busigny-Sud
RFN 242 316, raccordement militaire van Busigny-Nord
RFN 242 360, raccordement van Honnechy
RFN 250 000, spoorlijn tussen Busigny en Somain
Le Cateau
RFN 236 000, spoorlijn tussen Laon en Le Cateau
RFN 252 000, spoorlijn tussen Prouvy-Thiant en Le Cateau
Aulnoye-Aymeries
RFN 242 370, raccordement van Aulnoye-Aymeries
RFN 267 000, spoorlijn tussen Fives en Hirson
RFN 267 306, raccordement militaire van Aulnoye
lijn tussen Aulnoye-Aymeries en Pont-sur-Sambre
Hautmont
RFN 242 661, stamlijn bassin d'Hautmont
RFN 247 000, spoorlijn tussen Hautmont en Feignies
RFN 247 306, raccordement van Sous-le-Bous
Maubeuge
RFN 240 000, spoorlijn tussen Maubeuge en Fourmies
Recquignies
RFN 242 666, stamlijn Recquignies
Jeumont
Spoorlijn 130A tussen Charleroi-Centraal en Erquelinnes

## Galerij

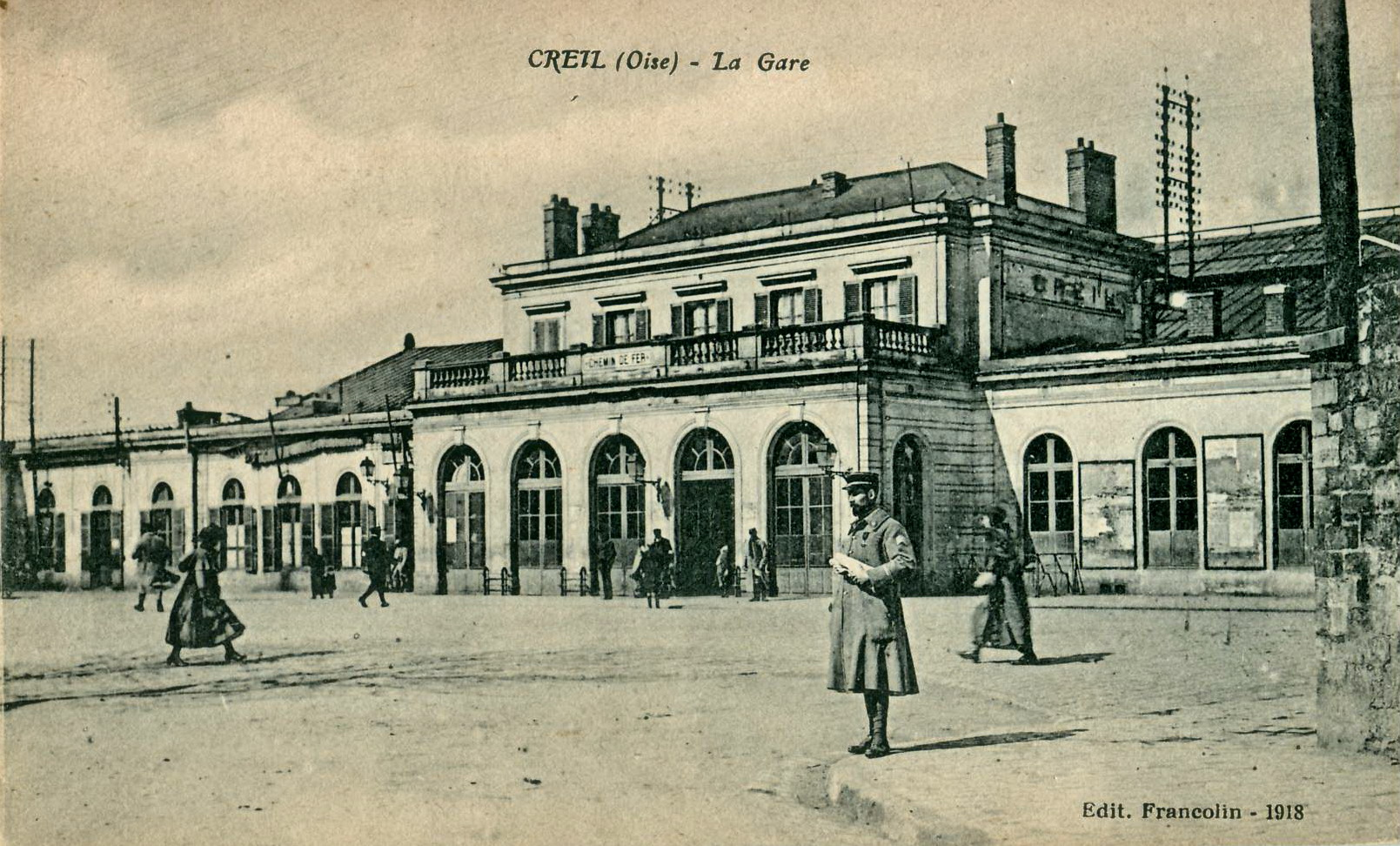
Station Creil in 1918
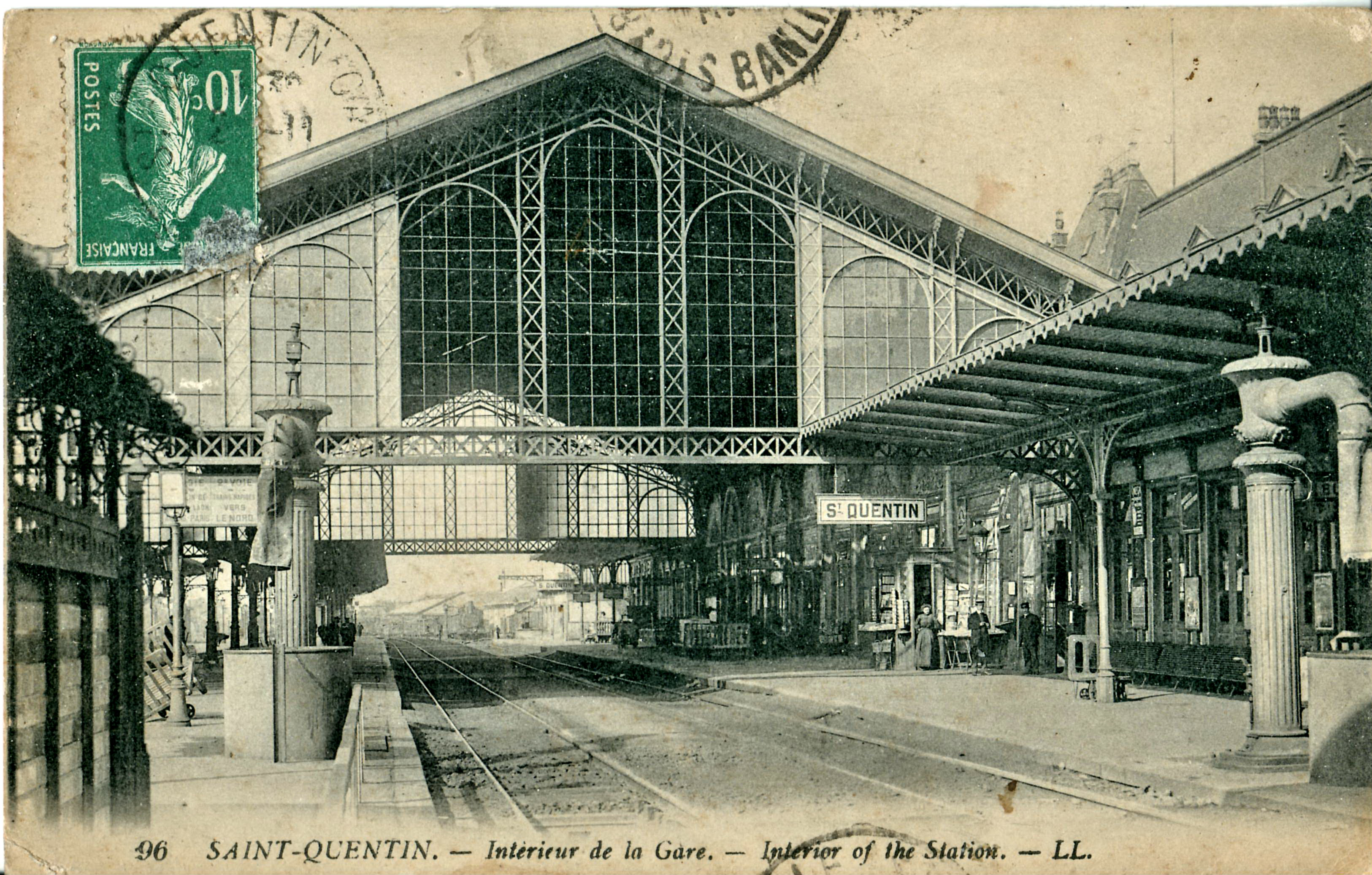
Station Saint-Quentin voor de Eerste Wereldoorlog
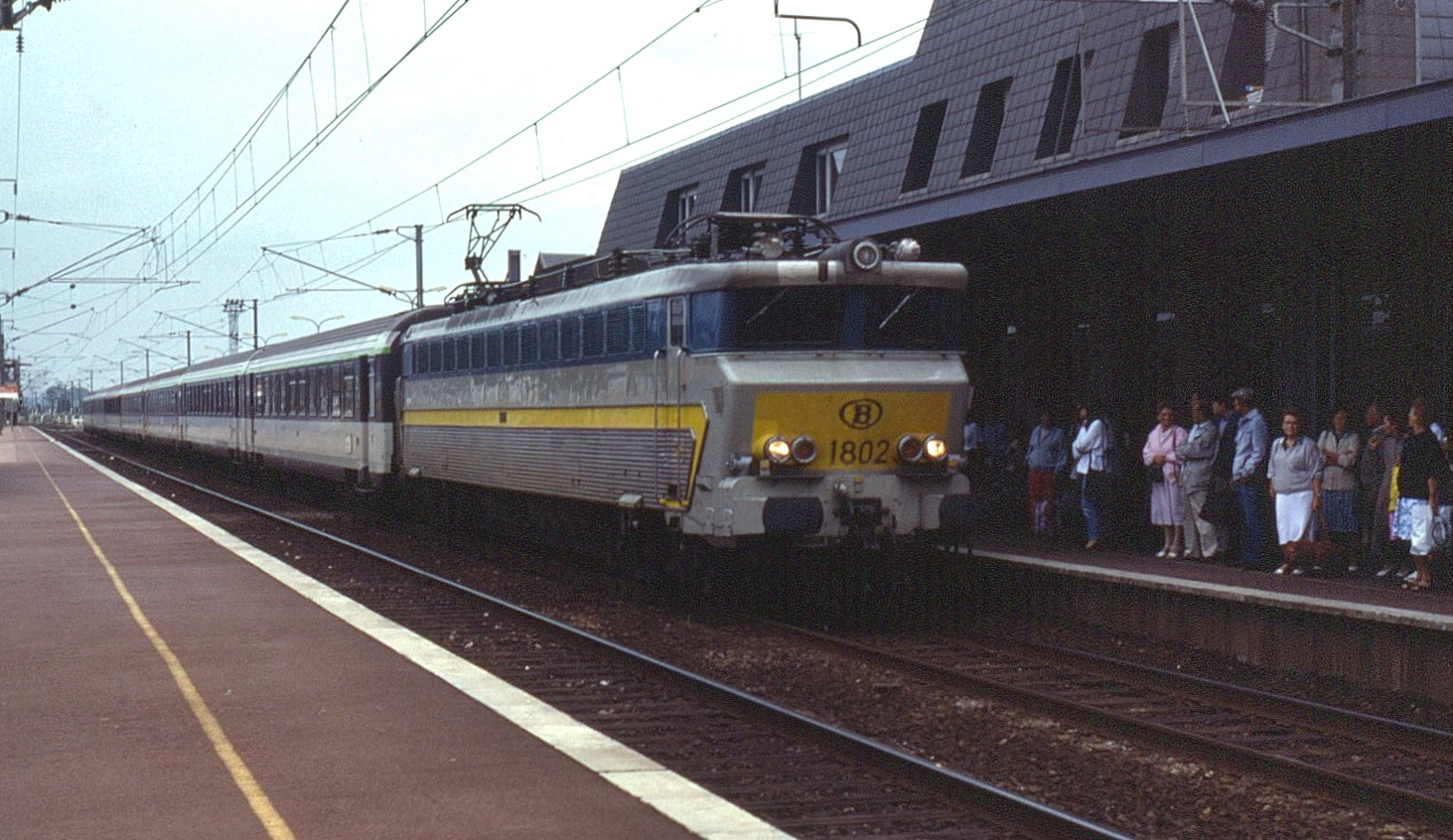
Internationale trein vanuit Brussel in Compiègne in 1989
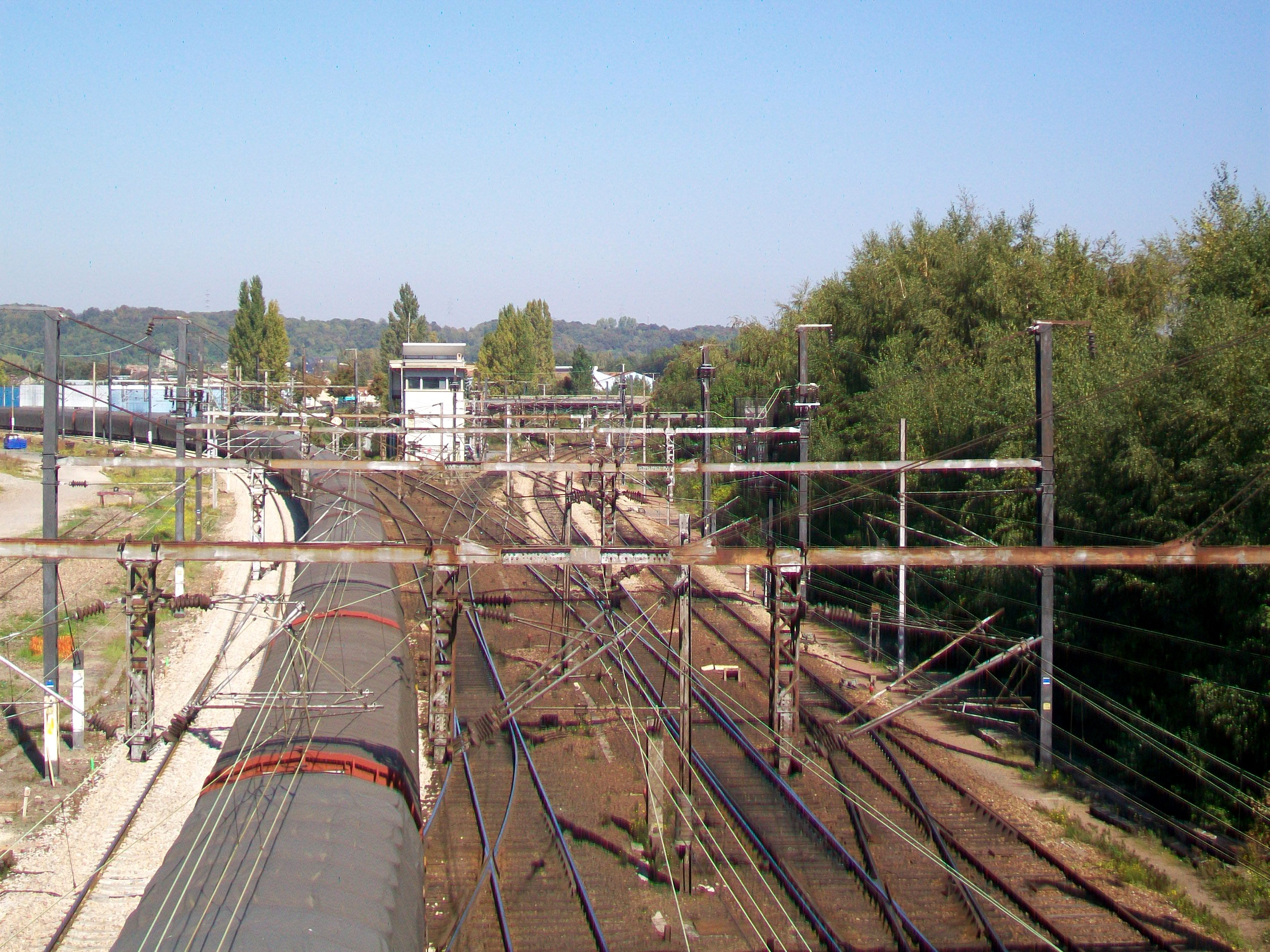
Splitsing van de lijn naar Lille en Jeumont bij Creil